# 秋田市立中通小学校
秋田市立中通小学校（あきたしりつ なかどおりしょうがっこう）は、秋田県秋田市中通5丁目にある公立小学校。

## 概要
通級指導教室設置校。
秋田市立秋田南中学校の敷地内に新設される予定の小学校に、秋田市立築山小学校とともに統合される予定。

## 沿革
- 1892年（明治25年）5月31日 - 秋田市高等小学校と称し旧城地（現在、あきた芸術劇場が設置されている位置）に創立。
- 1908年（明治41年）4月1日 - 中通尋常小学校と改称。
- 1913年（大正2年）4月1日 - 高等小学校と中通尋常小学校が合併し、中通尋常高等小学校と改称。
- 1925年（大正14年）12月21日 - 校舎焼失。
- 1927年（昭和2年）2月1日 - 新校舎竣工。
- 1946年（昭和21年）12月25日 - 校舎再び焼失。
- 1949年（昭和24年）1月25日 - 新校舎竣工。
- 1960年（昭和35年）5月 - 修学旅行で十和田湖方面に出掛けた児童が集団赤痢に罹る[1]。
- 1970年（昭和45年）4月6日 - 体育館竣工。
- 1972年（昭和47年）4月1日 - ひまわり学級設置。
- 1976年（昭和51年）3月26日 - 校舎改築工事完了。
- 1979年（昭和54年）7月23日 - プール竣工。
- 1982年（昭和57年）
  - 4月1日 - きこえの教室設置。
  - 9月29日 - 創立90周年記念式典挙行。
- 1983年（昭和58年）4月1日 - ことばの教室設置。
- 1991年（平成3年）5月23日 - 常陸太田市立佐竹小学校と姉妹校の調印。
- 1992年（平成4年）5月30日 - 創立百周年記念式典挙行。祝賀会開催。校旗樹立。
- 1999年（平成11年）9月19日 - 地区体育協会・PTAとの共催による「中通地区大運動会」開催。
- 2000年（平成12年）4月1日 - いちょう学級設置。
- 2001年（平成13年）12月15日 - 中小オリジナルソング「森の仲間たち」完成。
- 2002年（平成14年）
  - 6月下旬 - この期間から、12月にかけて、校舎大規模改修工事（2002年（平成14年）度～2004年（平成16年）度）。
  - 10月6日 - 創立110周年記念中小祭り・祝賀会（大中通会）開催。
- 2004年（平成16年）12月20日 - 3か年の大規模改造工事により、校舎完成。
- 2005年（平成17年）10月 - この月から、安全ボランティア隊スタート。
- 2007年（平成19年）4月1日 - たんぽぽ学級設置。
- 2012年（平成24年）11月10日 - 創立120周年記念式典挙行。祝賀会開催。
- 2013年（平成25年）3月31日 - ひまわり学級廃級。
- 2015年（平成27年）3月31日 - たんぽぽ学級廃級。
- 2016年（平成28年）4月1日 - ひまわり学級開設。
- 2018年（平成30年）
  - 1月18日 - 体育館屋根改修工事終了。
  - 3月31日 - いちょう・つくし・ひまわり学級廃級。

## 学区
- こちらのサイトを参照

## 主な卒業生
- 天野芳太郎 (実業家)
- 石山権作 (政治家)
- 伊藤永之介（小説家）
- 太田章 (レスリング選手)
- 館山健太 (バスケットボール選手)
- 菅原潤 (フルート奏者)
- 成田裕一 (工学者)
- 藤井靖 (心理学者)

## 教諭
- 小野源蔵 (教育者)
- 倉田政嗣 (作詞者)

## アクセス
- 秋田中央交通
  - 「中通総合病院」バス停下車後、徒歩約375m・約6分。
  - 「中通二丁目」バス停下車後、徒歩約410m・約7分。
  - 「中通一丁目」バス停下車後、徒歩約460m・約7分。
- JR東日本[2]秋田駅（西口）から、徒歩約1km・約15分。

## 周辺
- 林野庁東北森林管理局
- 中通リハビリテーション病院
  - そのほか、中小の医院・クリニックが点在する。
- あきた健康管理センター
- あきた文学資料館
- あきた文化保健センター
- 秋田情報ビジネス専門学校